# Eusparassus fulviclypeus
Eusparassus fulviclypeus är en spindelart som beskrevs av Embrik Strand 1906. Eusparassus fulviclypeus ingår i släktet Eusparassus och familjen jättekrabbspindlar.
Artens utbredningsområde är Etiopien. Inga underarter finns listade i Catalogue of Life.